# Windelen (Adelsgeschlecht)

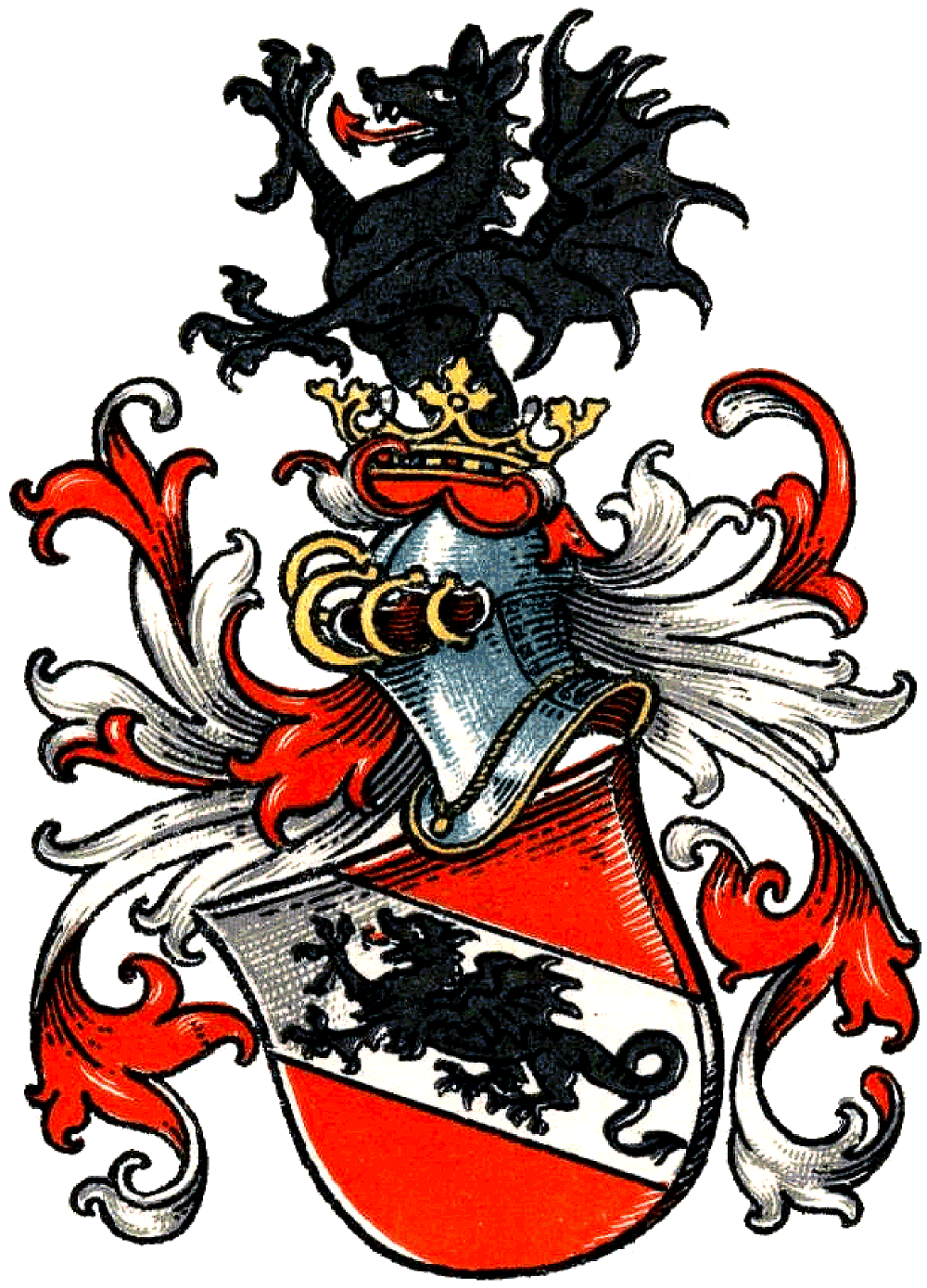
Wappen derer von der Wyndelen

Windelen (auch Windeln oder Wyndelen) ist der Name eines erloschenen westfälischen Adelsgeschlechtes, das im 14. und 15. Jahrhundert als Lehnsnehmer des Stiftes Corvey Besitzungen bei Bruchhausen und Warburg hatte und zum Warburger Patriziat gehörte.

## Geschichte
Stammort der Familie ist möglicherweise der Wingelstein (Windelen steynen) bei Bruchhausen. Wie aus einer späteren Urkunde des Gutes Bruchhausen hervorgeht, hatte dort die Familie im Mittelalter ein steinernes Gutshaus als Lehen des Stiftes Corvey besessen, jedoch 1492 bereits verlassen. Weiteres Corveyer Lehnsgut besaß die Familie bei Papenheim nahe Warburg, das sie offenbar veranlasste, zu Beginn des 14. Jahrhunderts nach Warburg zu ziehen.
1376 wurde Lyncing vor Windelen in einer Warburger Zeugenliste genannt. Er war offenbar Ratsherr. Der Familie gehörte das 1340 erbaute Haus Stern in der Warburger Neustadt. Zudem hielt sie eine von Johann vor Windelen vor 1381 eingerichtete Memorienstiftung bei den Warburger Dominikanern.
1394 war Frederek ver Windelen Bürger zu Warburg und Lehnsnehmer in Hohenwepel. Er war auch 1402 Zeuge des Erwerbs eines Burgsitzes auf dem Wartberch durch Johann van der Windelen. 1421 besaß er Wiesen oberhalb der Twistemühle.
1408–1429 war Serves vor Windelen mehrfach Ratsherr in der Neustadt.
1457 starb mit Friedrich II. von der Windelen, der zuvor Bürgermeister von Warburg gewesen war, der letzte urkundlich bekannte männliche Vertreter der Familie und hinterließ seine Ehefrau Ilseke und eine Tochter Hildaberga. 1460 übertrug Ilseke, die zwischenzeitlich einen Johan von Niehausen geheiratet hatte, ihrer Tochter Hildaberga, deren Ehemann Hermann von Calenberg und deren Kindern 7/12 des Hauses Stern. Gleichzeitig konnte das Paar 3/12 des Hauses vom Miteigentümer Johann von Lamerden erwerben.

## Wappen
Das Wappen zeigt in Rot einen schrägrechten silbernen Balken, belegt mit einem schwarzen Drachen. Auf dem Helm mit rot-silbernen Helmdecken der Drache wachsend.
Es wurde ab 1500 Teil des gespaltenen Wappens derer von Callenberg.